# Corcyrogobius
Corcyrogobius Miller, 1972 è un genere di pesci ossei marini appartenenti alla famiglia Gobiidae.

## Distribuzione e habitat
Le due specie sono una (C. liechtensteini) endemica del mar Mediterraneo e l'altra (C. lubbocki) del golfo di Guinea.

## Descrizione
Presentano un corpo allungato e sottile, cilindrico. La specie di dimensioni maggiori è C. liechtensteini che raggiunge i 2,5 cm.

## Biologia
La loro biologia è quasi completamente ignota, la specie mediterranea frequenta anfratti in zone abbastanza profonde.

## Tassonomia
- Corcyrogobius liechtensteini
- Corcyrogobius lubbocki